# Edward Pitblado
Edward Bruce Pitblado (Winnipeg, 23 febbraio 1896 – Winnipeg, 2 dicembre 1977) è stato un hockeista su ghiaccio britannico.

## Palmarès

### Olimpiadi invernali
- Bronzo a Chamonix-Mont-Blanc 1924 nell'hockey su ghiaccio.